# 12696 Camus
12696 Camus là một tiểu hành tinh vành đai chính với cận điểm quỹ đạo là 2.252 AU. Nó có độ lệch tâm là 0.141 và chu kỳ quỹ đạo là 1551.866 ngày (4.25 năm).
Caldeira có vận tốc quỹ đạo trung bình là 18.297 km/s và độ nghiêng quỹ đạo là 8.0°.
Nó được phát hiện ngày 16 tháng 9 năm 1989 bởi Eric Walter Elst.
Nó được đặt theo tên Albert Camus, a French novelist và essayist.